# Belavići (żupania karlowacka)
Belavići – wieś w Chorwacji, w żupanii karlowackiej, w mieście Duga Resa. W 2011 roku liczyła 305 mieszkańców.